# Shadrach Eghan
Shadrach Kwesi Eghan (Akosombo, 4 juli 1994) is een Ghanees voetballer die doorgaans als aanvallende middenvelder speelt. 

## Clubcarrière
Eghan is afkomstig van de voetbalschool Golden Boot Academy in Akosombo in het oosten van Ghana. In de zomer van 2010 trainde hij vier maanden in Zweden bij IFK Klagshamn, een club waarmee de Ghanese sportacademie samenwerkte. Er was interesse van Mjällby AIF en hij trainde met het jeugdelftal onder 17 van Malmö FF, maar hij werd niet aangetrokken en keerde terug naar Ghana. Hij werkte in 2011 en 2012 verschillende proefperiodes af bij FC Twente. In de winterstop van 2013 werd hij definitief ingelijfd en toegevoegd aan het belofte-elftal, getraind door Patrick Kluivert. Hij tekende een contract voor vierenhalf jaar.
Op 28 april 2013 maakte Eghan zijn debuut in het eerste elftal van FC Twente, als invaller voor Tim Hölscher in de met 5–2 gewonnen wedstrijd tegen N.E.C. Op 14 september 2013 maakte Eghan zijn eerste doelpunt in het Nederlands betaald voetbal in de thuiswedstrijd tegen PSV. Op 29 september 2013 wist Eghan tweemaal te scoren in het duel tegen FC Groningen. 
In het seizoen 2015/16 kreeg Eghan problemen met zijn werkvergunning. Deze verviel per 7 februari 2016 of hij moest een nieuw contract met hoger buiten EU-salaris tekenen bij Twente. Hiervoor had Twente geen budget en Eghan werd, nadat een stage bij KVC Westerlo niet tot een contract leidde, op 22 februari verhuurd aan Stabæk Fotball. In de zomer van 2016 keerde hij terug bij FC Twente, waar hij echter niet kon spelen omdat er geen nieuwe werkvergunning kon worden afgesloten. Op 31 januari 2017 werd hij tot het einde van het seizoen 2016/17 verhuurd aan het Deense Vendsyssel FF, dan actief in de 1. division. In maart 2017 werd bekend dat het in juli 2017 aflopende contract van Eghan niet verlengd werd.
Hij tekende in juni 2017 een contract tot medio 2019 bij Go Ahead Eagles, dat hem overnam van Vendsyssel FF. Eghan raakte al in de voorbereiding op het seizoen geblesseerd. Op 31 januari 2018 werd hij tot het einde van het seizoen verhuurd aan Telstar. Hij speelde slechts twaalf minuten voor de club uit Velsen en raakte geblesseerd aan zijn knie. Hierdoor keerde hij in maart al terug bij Go Ahead Eagles. Eghan mocht na één seizoen vertrekken bij Go Ahead Eagles. Nadat een stage bij FC Eindhoven in de zomer van 2018 geen overgang opleverde, trainde hij mee bij de jeugd van Go Ahead. Eind juli 2018 werd het contract per direct ontbonden. Eind januari 2019 ging hij naar Al Zawraa in Irak. Na een maand verliet hij de club. Eind augustus 2019 sloot hij na een stage aan bij het Zweedse BK Olympic uit Malmö dat uitkomt in de Division 2 Västra Götaland.

## Statistieken
| Seizoen         | Club             | Competitie     | Wedstrijden | Doelpunten |
| --------------- | ---------------- | -------------- | ----------- | ---------- |
| 2012/13         | FC Twente        | Eredivisie     | 2           | 0          |
| 2013/14         | FC Twente        | Eredivisie     | 24          | 5          |
| 2014/15         | FC Twente        | Eredivisie     | 11          | 1          |
| 2014/15         | Jong FC Twente   | Eerste divisie | 7           | 3          |
| 2015/16         | FC Twente        | Eredivisie     | 4           | 0          |
| 2016            | → Stabæk Fotball | Tippeligaen    | 4           | 0          |
| 2016/17         | Vendsyssel FF    | 1. division    | 4           | 0          |
| 2017/18         | Go Ahead Eagles  | Eerste divisie | 6           | 0          |
| 2017/18         | → Telstar        | Eerste divisie | 1           | 0          |
| Carrière totaal | Carrière totaal  | Eerste divisie | 63          | 9          |

Bijgewerkt op 24 november 2018